# Euptychia griseldis
Euptychia griseldis är en fjärilsart som beskrevs av Gustav Weymer 1911. Euptychia griseldis ingår i släktet Euptychia och familjen praktfjärilar. Inga underarter finns listade i Catalogue of Life.